# Brooks (Californie)
Pour les articles homonymes, voir Brooks.
Brooks est une census-designated place du comté de Yolo, dans l'État de Californie, aux États-Unis. En 2020, elle compte une population de 31 habitants.